# Daniela Klöpper
Daniela Klöpper (* 22. März 1978, geborene Daniela Harke) ist eine ehemalige deutsche Handballspielerin. 

## Karriere
Klöpper spielte bis 2001 bei der SG Minden/Minderheide, für die sie fünf Jahre in der Bundesliga auflief. Anschließend wechselte die Linkshänderin, die auf Rechtsaußen eingesetzt wurde, zum Bundesligisten VfL Oldenburg. Nach der Saison 2004/05 beendete sie ihre Bundesliga-Laufbahn. Später schloss sich Klöpper dem Oberligisten TSV Hahlen an. Hier fungierte sie unter anderem als Spielertrainerin. 2013 beendete Klöpper schließlich ihre Karriere.
Klöpper bestritt 28 Länderspiele für die deutsche Nationalmannschaft, in denen sie 39 Treffer erzielte. Mit der DHB-Auswahl nahm sie an der Europameisterschaft 2004 teil.